# Masato Igarashi
Masato Igarashi (japanisch 五十嵐 理人 Igarashi Masato; * 13. Juni 1999 in der Präfektur Tochigi) ist ein japanischer Fußballspieler.

## Karriere
Masato Igarashi erlernte das Fußballspielen in der Schulmannschaft der Maebashi Ikuei High School sowie in der Mannschaft des National Institute of Fitness and Sports Kanoya. Seit Ende März 2021 ist er an den Tochigi SC ausgeliehen. Der Verein aus Utsunomiya, einer Stadt in der Präfektur Tochigi, spielt in der zweiten japanischen Liga. Sein Zweitligadebüt gab Masato Igarashi am 17. April 2021 (8. Spieltag) im Auswärtsspiel gegen JEF United Ichihara Chiba. Hier wurde er in der 86. Minute für den Brasilianer Juninho eingewechselt. Das Spiel endete 0:0. 2021 kam er dreimal in der zweiten Liga zum Einsatz. Nach Ende der Ausleihe wurde er am 1. Februar 2022 von Tochigi fest unter Vertrag genommen.